# Аерогідродинамічний опір

Траєкторії трьох об'єктів (кут запуску — 70°, Distance — відстань, Height — висота). Чорний об'єкт не відчуває жодного опору і рухається по параболі, на блакитний об'єкт діє сила, величина якої визначається згідно із законом Стокса, на зелений об'єкт діє сила, що визначається законом в'язкості Ньютона

Аерогідродинамічний (лобовий) опір — опір рухові тіла в газі або рідині.

## Аеродинамічний опір
Аеродинамі́чний о́пір — складова аеродинамічної сили, з якою газ (повітря) діє на тіло, що рухається в ньому. Виникає внаслідок незворотного переходу кінетичної енергії тіла в кінетичну енергію частинок газу в сліді за тілом та в теплову енергію. Аеродинамічний опір — одна з найважливіших аеродинамічних характеристик літального апарата, що визначають його політно-технічні дані, зокрема, необхідну тягу рухової установки. Він залежить від форми та розмірів тіла, його орієнтації до напрямку руху (чи до швидкості надхідного потоку), від швидкості руху, а також від властивостей і стану середовища, в якому рухається тіло.
Якщо тіло має площину симетрії, напр. літак, і рухається паралельно до неї, то аеродинамічний опір розкладається на підіймальну силу {\textstyle Y}, перпендикулярну до швидкості центра інерції тіла, та лобовий опір {\textstyle O}, паралельний їй.

## Загальні відомості
Походження {\textstyle Y} з'ясував М. Є. Жуковський, який розробив методи теоретичного обчислення її (див. Аеродинаміка).
Лобовий опір поділяється на такі види:
- індуктивний;
- профільний;
- хвильовий.

Індуктивний аеродинамічний опір зумовлюється скосом потоку; цей скіс викликається рухом тіла. Профільний аеродинамічний опір складається з опору тертя й опору тиску (опір тиску відмінний від нуля в разі відриву від тіла пограничного шару повітря). Співвідношенням цих складових опору внаслідок зміщення положення точок (поверхонь) відриву можна керувати. При певних умовах таким чином вдається значно зменшити сумарний опір рухові. Саме таким чином забезпечується зменшення опору м'яча для гольфу. Хвильовий аеродинамічний опір виникає при близько- та надзвукових швидкостях і зумовлений утворенням ударних хвиль. Для зменшення хвильового опору застосовують стрілоподібні крила.
| Потік і форма | Опір форми | Опір в'язкого тертя |
| ------------- | ---------- | ------------------- |
|               | 0 %        | 100 %               |
|               | ~10 %      | ~90 %               |
|               | ~90 %      | ~10 %               |
|               | 100 %      | 0 %                 |

## Опір при нульовій підіймальній силі
Ця складова опору не залежить від величини створюваної підіймальної сили та складається з профільного опору крила, опору елементів конструкції літака, які не дають внеску в підіймальну силу, і хвильового опору. Останній є істотним при русі з близько- і надзвуковою швидкістю, і спричинений утворенням ударної хвилі, яка забирає значну частку енергії руху. Хвильовий опір виникає при досягненні літаком швидкості, що відповідає критичному числу Маха, коли частина потоку, який оточує крило літака, набуває надзвукової швидкості. Критичне число {\displaystyle M} тим більше, чим більший кут стріловидності крила, чим більш загострена передня кромка крила і чим воно тонше.
Сила опору {\textstyle X_{0}} спрямована проти швидкості руху, її величина пропорційна характерній площі {\displaystyle S}, щільності середовища {\displaystyle \rho } і квадрату швидкості {\displaystyle v}:
{\displaystyle X_{0}=C_{x0}{\frac {\rho v^{2}}{2}}S}
{\displaystyle C_{x0}} — безрозмірний аеродинамічний коефіцієнт опору, отримується з критеріїв подібності, наприклад, чисел Рейнольдса і Фруда в аеродинаміці.
Визначення характерної площі залежить від форми тіла:
- в простому випадку (куля) — площа поперечного перерізу;
- для крил і оперення — площа крила / оперення в плані;
- для пропелерів і несучих гвинтів вертольотів — або площа лопатей, або площа гвинта, що ометається;
- для довгастих тіл обертання, орієнтованих вздовж потоку (фюзеляж, оболонка дирижабля) — приведена волюметрична площа, що дорівнює V2/3, де {\displaystyle V} — об'єм тіла.
- Потужність, необхідна для подолання даної складової сили лобового опору, пропорційна кубу швидкості.

## Індуктивний опір
Індуктивний опір (англ. lift-induced drag) — це наслідок утворення підіймальної сили на крилі скінченного розмаху. Несиметричне обтікання крила призводить до того, що потік повітря збігає з крила під кутом до набігаючого на крило потоку (т. зв. скіс потоку). Отже, під час руху крила відбувається постійне прискорення маси набігаючого повітря в напрямку, перпендикулярному напрямку польоту, і направленому вниз. Це прискорення, по-перше, супроводжується утворенням підіймальної сили, а по-друге, призводить до необхідності надавати кінетичну енергію потокові, що прискорюється. Кількість кінетичної енергії, необхідна для надання потоку швидкості, перпендикулярної напряму польоту, і визначатиме величину індуктивного опору.
На величину індуктивного опору впливає не тільки величина підіймальної сили, а і її розподіл за розмахом крила. Мінімальне значення індуктивного опору досягається при еліптичному розподілі підіймальної сили за розмахом. При проєктуванні крила цього досягають наступними методами:
- вибором раціональної форми крила в плані;
- застосуванням геометричної та аеродинамічної крутки;
- установкою допоміжних поверхонь — вертикальних закінцівок крила.

Індуктивний опір {\textstyle X_{i}} прямо пропорційний квадрату підіймальної сили {\textstyle Y}, і обернено пропорційний площі крила {\textstyle S}, його подовженню {\displaystyle \lambda }, щільності середовища {\displaystyle \rho } і квадрату швидкості {\displaystyle v}:
{\displaystyle X_{i}=C_{xi}{\frac {\rho v^{2}}{2}}S={\frac {C_{y}^{2}}{\pi \lambda }}{\frac {\rho v^{2}}{2}}S={\frac {1}{\pi \lambda }}{\frac {Y^{2}}{{\frac {\rho v^{2}}{2}}S}}}
Отже, індуктивний опір вносить істотний внесок при польоті на малій швидкості (і, як наслідок, на великих кутах атаки). Він також збільшується при збільшенні ваги літака.

## Сумарний опір
Сумарний опір {\textstyle X} є сумою всіх видів сил опору:
{\displaystyle X=X_{0}+X_{i}}
Оскільки опір при нульовій підіймальній силі {\textstyle X_{0}} прямо пропорційний квадрату швидкості, а індуктивний {\textstyle X_{i}} — обернено пропорційний, то вони вносять різний внесок при різних швидкостях. Зі зростанням швидкості {\textstyle X_{0}} зростає, а {\textstyle X_{i}} — падає, і графік залежності сумарного опору {\textstyle X} від швидкості має мінімум в точці перетину кривих {\textstyle X_{0}} і {\textstyle X_{i}}, при якій обидві сили опору рівні за величиною. При цій швидкості літак має найменший опір при заданій підіймальній силі (рівній вазі), а значить найвищу аеродинамічну якість.
Потужність, необхідна для подолання сили паразитного опору, прямо пропорційна кубу швидкості, а потужність, необхідна для подолання індуктивного опору, обернено пропорційна швидкості, тому сумарна потужність також залежність від швидкості нелінійно. При деякій швидкості потужність (а отже і витрата палива) стає мінімальною — це швидкість найбільшої тривалості польоту (баражування). Швидкість, при якій досягається мінімум відношення потужності (витрат палива) до швидкості польоту, є швидкістю максимальної дальності польоту або крейсерською швидкістю.